# Euchlaena johnsonaria
Euchlaena johnsonaria är en fjärilsart som beskrevs av Fitch 1853. Euchlaena johnsonaria ingår i släktet Euchlaena och familjen mätare. Inga underarter finns listade i Catalogue of Life.